# Persona (IT)
Een persona (ook wel ijkpersoon) is een archetype van een gebruiker, ofwel een karakterisering van een bepaald type gebruiker. 
Persona's worden veel gebruikt bij het gebruiksvriendelijk maken van IT-oplossingen, en dan met name van de gebruikersinterface ervan.
Persona's worden opgesteld aan de hand van een doelgroepenonderzoek, waarna een beperkt aantal typerende gebruikers wordt gedefinieerd. Deze gebruikers bestaan niet echt, maar worden (omwille van de doeltreffendheid van het gebruik van persona's) wel als zodanig beschreven. Dit betekent dat een persona wordt omschreven in termen van onder andere demografie, behoeften, biografie en voorkeuren. Ook worden soms foto's toegewezen aan persona's. Op deze manier krijgt de persona een gezicht, en kan er bij het ontwerpen van de gebruikersinterface (bijvoorbeeld een website) rekening worden gehouden met de manier waarop deze representatieve persona de website het liefst zou gebruiken. 
Samen met de beschrijving van hoe de persona de IT-oplossing wil gebruiken, vormen persona's scenario's, die weer aan de basis staan van het ontwerp.

## Herkomst
Persona's zijn afkomstig uit het vakgebied usability. In dit vakgebied wordt aandacht besteed aan de manier waarop mensen met problemen en oplossingen interageren en draagt bij aan het optimaliseren van deze wisselwerking.
Alan Cooper, een interaction designer en bekend usabilitypleitbezorger, was de eerste die hierover over schreef in zijn boek The Inmates are Running the Asylum. Verder beschreef hij in dit boek onder meer hoe persona's kunnen worden aangemaakt, gebruikt en toegepast.